# Овідіюс Вербіцкас
Овідіюс Вербіцкас (лит. Ovidijus Verbickas, нар. 4 липня 1993, Укмерге) — литовський футболіст, півзахисник клубу ..., у складі якої — чемпіон Литви і володар Суперкубка Литви, а також національної збірної Литви.

## Клубна кар'єра
У дорослому футболі дебютував 2009 року виступами за команду клубу «Роталіс», в якій провів два сезони.
2011 року перспективного литовця до свого складу запросив російський «Зеніт», в якому Вербіцкас провів три роки, проте так й не дебютувавши за його основну команду.
2014 року повернувся на батьківщину, де грав за місцевий «Атлантас», після чого 2015 року виступав в Іспанії за «Марбелью», а згодом протягом 2015—2017 років знову був гравцем «Атлантаса».
До складу клубу «Судува» приєднався 2017 року, в якому того ж року здобув титул чемпіона Литви.

## Виступи за збірні
2009 року дебютував у складі юнацької збірної Литви, взяв участь у 17 іграх на юнацькому рівні, відзначившись 3 забитими голами.
Протягом 2013—2014 років залучався до складу молодіжної збірної Литви. На молодіжному рівні зіграв у 8 офіційних матчах, забив 2 голи.
2016 року дебютував в офіційних матчах у складі національної збірної Литви.

## Титули і досягнення
- Чемпіон Литви (6):

«Судува»: 2017, 2018, 2019
«Жальгіріс»: 2021, 2022, 2024
- Володар Кубка Литви (3):

«Судува»: 2019
«Жальгіріс»: 2021, 2022
- Володар Суперкубка Литви (4):

«Судува»: 2018, 2019
«Жальгіріс»: 2023, 2025